# 俄勒岡州立大學
俄勒冈州立大学（Oregon State University，OSU）是美国俄勒冈州科瓦利斯的一所公立研究型大学，创立于1868年，創始之初與共濟會有很大的聯係。這所大學提供超過200種學士學位，也有不同種的碩士及博士學位。近32,000的學生人數讓它成為奧勒岡州最大的大學。
該校是美國國會利用國土資助的73所大學中的一個。被此資助也承諾了在農業上的研究。這所學校也承諾了對海、太空、太陽能的研究，使它成為承諾了四個領域研究的4所美國大學其中之一。

## 學術

### 招生[14][15][16][17][18]
|                        | 2011   | 2012      | 2013      | 2014      | 2015      |
| ---------------------- | ------ | --------- | --------- | --------- | --------- |
| 報名                   | 12,197 | 12,330    | 14,239    | 14,115    | 14,058    |
| 錄取                   | 9,471  | 9,720     | 11,303    | 10,975    | 11,016    |
| 錄取率                 | 77.7   | 78.8      | 79.4      | 77.8      | 78.4      |
| 實際入學               | 3,506  | 3,333     | 3,970     | 3,718     | 3,593     |
| 平均GPA                | 3.56   | 3.56      | 3.56      | 3.59      | 3.58      |
| SAT成績（滿分2400分）* | NA     | 1430-1810 | 1430-1810 | 1440-1820 | 1440-1830 |
| ACT成績（滿分36分）*   | 21-27  | 21-27     | 21-27     | 21-28     | 21-28     |

## 著名校友
- 萊納斯·鮑林，1954年獲諾貝爾化學獎，1964年獲諾貝爾和平獎，是世界上唯一的一名同時獲得諾貝爾化學獎和諾貝爾和平獎的科學家，被譽為“生物化學之父”。
- 黃文樞，化學學者，國立東華大學第二任校長
- 黃仁勳，华裔美籍企業家，半導體公司輝達的共同創辦人及CEO。
- A·C·格林，NBA前球員，洛杉磯湖人大前鋒，創下破紀錄的1192場連續出賽場次。